# 谷登堡广场

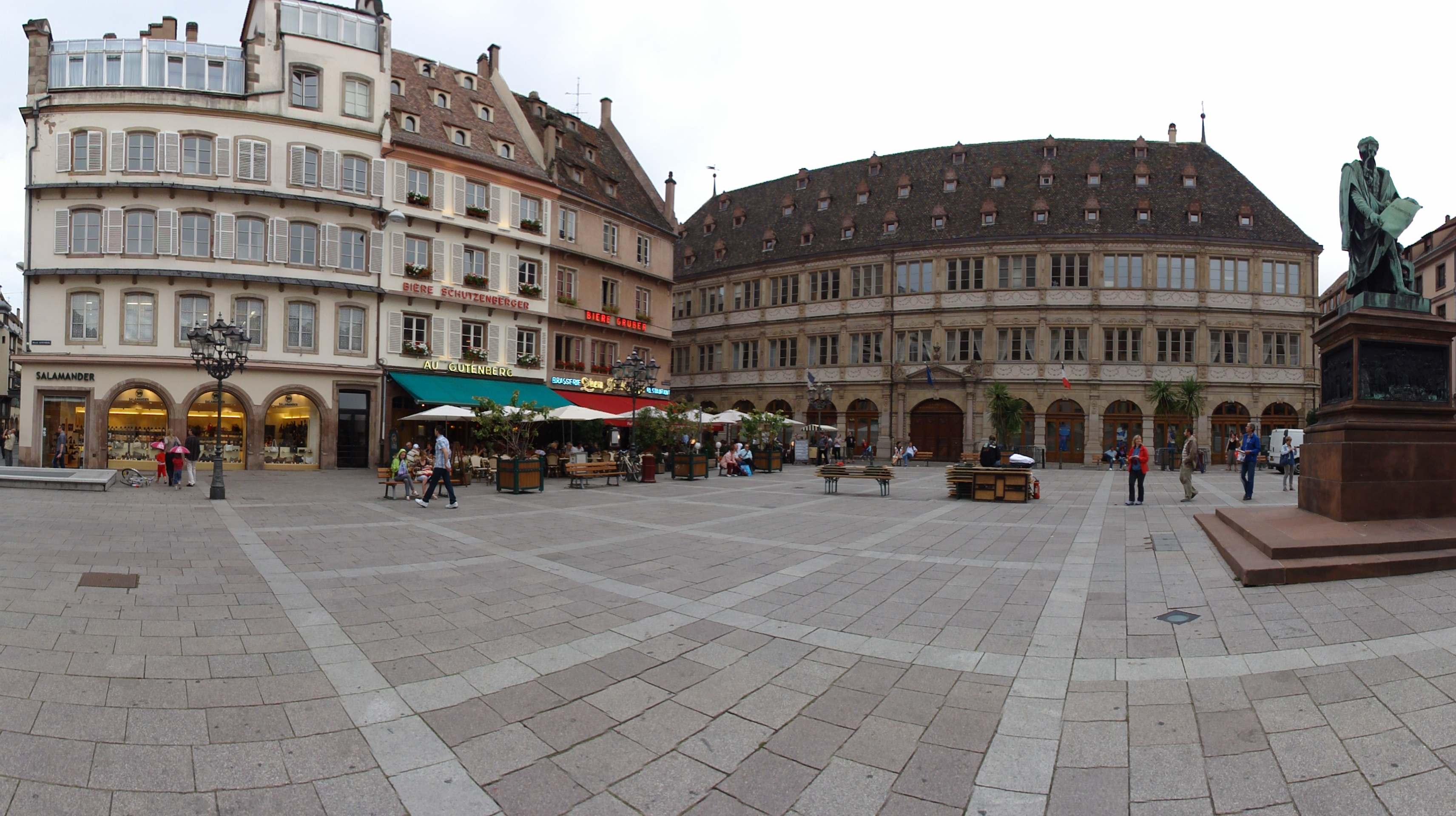

谷登堡广场（Place Gutenberg）位于法国阿尔萨斯大区斯特拉斯堡的历史中心大岛。

## 主要建筑物
广场周边包括下莱茵省商会，以及约翰内斯·谷登堡雕像。地下有公共停车场。12月在广场上举行圣诞集市。

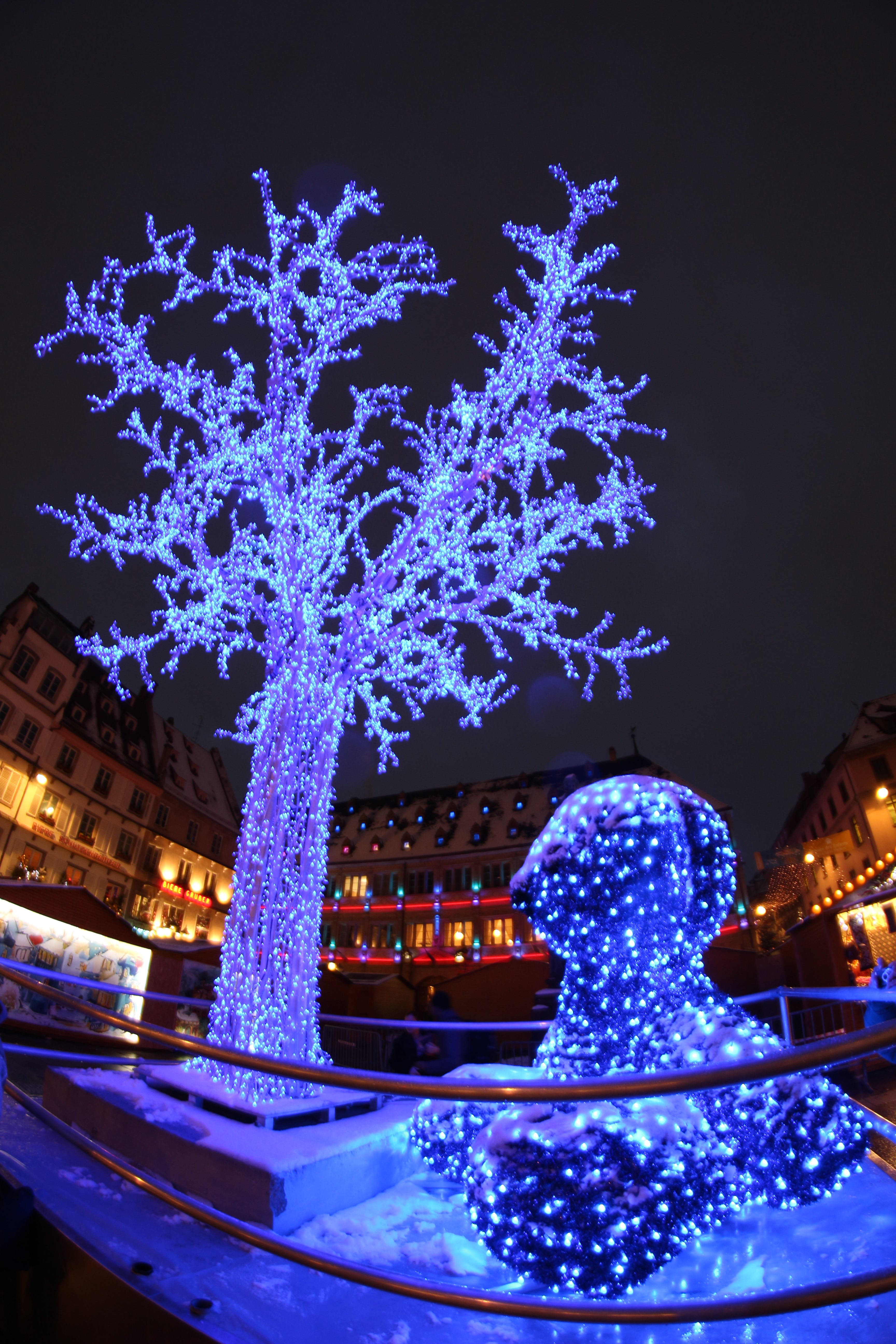